# Demetria di Roma
Demetria di Roma (... – 361/363) è venerata come santa e martire dalla Chiesa cattolica.

## Agiografia
Figlia di Flaviano di Montefiascone e di santa Dafrosa, quindi sorella di santa Bibiana, visse al tempo dell'imperatore Flavio Claudio Giuliano e proprio da questi lei e la sua famiglia sarebbero stati condannati a morte.
Le sue reliquie sono custodite nella Chiesa di Santa Bibiana in Roma.